# Valle de Mena
Valle de Mena és un municipi de la província de Burgos, a la comunitat autònoma de Castella i Lleó. Limita amb Valle de Losa, Junta de Traslaloma i Merindad de Montija; al nord con la comarca biscaïna d'Encartaciones; a l'est amb Aiara (Àlaba) i a l'oest amb Valle de Soba (Cantàbria).

## Corporació municipal
Eleccions Municipals 2007
| Alcalde          | Armando Robredo Cerro         | PSCyL-PSOE |
| Regidor          | Miguel Fernández de la Fuente | PSCyL-PSOE |
| Regidora         | Herminia Díaz Zorrilla        | PSCyL-PSOE |
| Regidor          | Andrés Gil García             | PSCyL-PSOE |
| Regidora         | Maria Luisa Axpe Eguileor     | PSCyL-PSOE |
| Regidor          | Javier Mardones Gómez-Marañón | PSCyL-PSOE |
| Regidor Portaveu | Adolfo García Ortega          | PP         |
| Regidora         | Fátima Tamayo de Santiago     | PP         |
| Regidora         | María Teresa Ruíz Abasolo     | PP         |
| Regidor Portaveu | Pablo Jesús Gutiérrez Alonso  | AVM        |

## Situació administrativa
Està format per 43 entitats locals menors:
| - Angulo - Anzo - Arceo - Artieta - Ayega - Barrasa - Bortedo - Burceña - Cadagua - Campillo de Mena - Caniego | - Carrasquedo - Concejero - Covides - Entrambasaguas - Gijano - Hornes - Irús - Leciñana de Mena - Lezana de Mena - Maltrana - Maltranilla | - Medianas - Menamayor - Nava de Ordunte - Partearroyo - La Presilla - Ribota de Mena - Santa Cruz de Mena - Santa María del Llano de Tudela - Santecilla - Santiago de Tudela | - Siones - Sopeñano - Taranco - Ungo - Vallejo de Mena - Vallejuelo - Viérgol - El Vigo - Villanueva de Mena - Villasuso - Vivanco |  |

## Demografia
| 1842 |  | 1857 |  | 1860 |  | 1877 |  | 1887 |  | 1897 |  | 1900 |  | 1910 |  | 1920 |  | 1930 |  | 1940 |  | 1950 |  | 1960 |  | 1970 |  | 1981 |  | 1991 |  | 2001 |  | 2007 |
| ---- |  | ---- |  | ---- |  | ---- |  | ---- |  | ---- |  | ---- |  | ---- |  | ---- |  | ---- |  | ---- |  | ---- |  | ---- |  | ---- |  | ---- |  | ---- |  | ---- |  | ---- |
| 2610 |  | 7110 |  | 7228 |  | 6405 |  | 6310 |  | 6145 |  | 6132 |  | 5972 |  | 5720 |  | 5877 |  | 5502 |  | 5531 |  | 5417 |  | 4502 |  | 5038 |  | 4087 |  | 3229 |  | 3704 |